# Biflustra
Biflustra is een geslacht van mosdiertjes uit de familie van de Membraniporidae. De wetenschappelijke naam van het geslacht werd voor het eerst geldig gepubliceerd in 1852 door Alcide d'Orbigny.

## Soorten
- Biflustra adenticulata Boonzaaier-Davids, Florence & Gibbons, 2020
- Biflustra akshiensis Badve & Sonar, 1995
- Biflustra aquitanica Jullien, 1903
- Biflustra arborescens (Canu & Bassler, 1928)
- Biflustra bartschi (Canu & Bassler, 1929)
- Biflustra cetrata (Harmer, 1926)
- Biflustra conjunctiva (Zhang & Liu, 1995)
- Biflustra denticulata (Busk, 1856)
- Biflustra eriophoroidea (Liu, 1992)
- Biflustra falsitenuis (Liu, 1992)
- Biflustra grandicella (Canu & Bassler, 1929)
- Biflustra hugliensis (Robertson, 1921)
- Biflustra irregulata (Liu, 1991)
- Biflustra lamellosa (Canu & Bassler, 1929)
- Biflustra limosa (Waters, 1909)
- Biflustra limosoidea (Liu, 1991)
- Biflustra lingdingensis (Liu & Li, 1987)

- Biflustra marcusi Vieira, Almeida & Winston, 2016
- Biflustra okadai Almeida, Souza & Vieira, 2017
- Biflustra paragrandicella (Liu in Liu, Yin & Ma, 2001)
- Biflustra parasavartii (Liu, 1999)
- Biflustra paulensis (Marcus, 1937)
- Biflustra perambulata Louis & Menon, 2009
- Biflustra perfragilis MacGillivray, 1881
- Biflustra puelcha (d'Orbigny, 1847)
- Biflustra pura (Hincks, 1880)
- Biflustra quadrata Canu & Bassler, 1929
- Biflustra ramosa (d'Orbigny, 1852)
- Biflustra savartii (Audouin, 1826)
- Biflustra similis (Liu, 1992)
- Biflustra sphinx Vieira, Almeida & Winston, 2016
- Biflustra tenuis (Desor, 1848)
- Biflustra virgata (Canu & Bassler, 1929)

- Biflustra stammeri (Borg, 1931) (taxon inquirendum)

Niet geaccepteerde soorten:
- Biflustra aciculata MacGillivray, 1891 → Conopeum aciculatum (MacGillivray, 1891)
- Biflustra aculeata d'Orbigny, 1852 → Membranipora aculeata (d'Orbigny, 1852)
- Biflustra armata Haswell, 1880 → Adenifera armata (Haswell, 1881)
- Biflustra crassa Haswell, 1880 → Steginoporella crassa (Haswell, 1881)
- Biflustra crenulata (Okada, 1923) → Biflustra okadai Almeida, Souza & Vieira, 2017
- Biflustra delicatula Busk, 1859 → Acanthodesia savartii (Audouin, 1826) → Biflustra savartii (Audouin, 1826)
- Biflustra fragilis MacGillivray, 1869 → Biflustra perfragilis MacGillivray, 1881
- Biflustra jugalis MacGillivray, 1890 → Labioporella bimamillata (MacGillivray, 1885)
- Biflustra laboriosa Tilbrook, 2006 → Tarsocryptus laboriosus (Tilbrook, 2006)
- Biflustra radula Marsson, 1887 → Radulopora radula (Marsson, 1887)  †
- Biflustra reticulata Tilbrook, Hayward & Gordon, 2001 → Biflustra laboriosa Tilbrook, 2006 → Tarsocryptus laboriosus (Tilbrook, 2006)
- Biflustra sericea MacGillivray, 1890 → Ellisina sericea (MacGillivray, 1890)
- Biflustra uncinata MacGillivray, 1890 → Biflustra pura (Hincks, 1880)